# Микола Ясногродський
Микола Ясногродській (або Нехемія Ясногродскій; англ. Nicolai Jasnogrodsky або Nechemia Jasnogrodsky; 6 серпня 1859, Лубни — 23 квітня 1914, Нью-Йорк) — американський шахіст єврейського походження, майстер (1890 рік).
В середині 1880-х років переїхав у Відень, потім у Нідерланди, а ще пізніше — у Велику Британію. 
У 1890 році в Амстердамі отримав звання майстра. 
У 1891 року став членом шахового клубу при ресторані «Simpson's».
У серпні 1893 року переїхав у США (спочатку прямував на шаховий турнір, який не відбувся через фінансові причини). Працював страховим агентом. Жив в різних містах США. 
Близько 1900 року прожив деякий час в Канаді.
Був тричі одружений (1894, 1906 і 1910 роках).
Помер в лікарні «Montefiore Home». Похований на єврейському кладовищі «Union Field» в Нью-Йорку .

## Спортивні результати
| рік      | Місто     | Турнір                                                                                                 | + | - | = | Результат | Місце |
| -------- | --------- | --- | - | - | - | --------- | ----- |
| 1889 рік | Амстердам | Міжнародний турнір (побічний турнір В)                                                                 |   |   |   |           | 4-5   |
| 1891 рік | Лондон    | Міжнародний турнір                                                                                     |   |   |   |           | 10    |
|          | Лондон    | Міжнародний турнір                                                                                     |   |   |   |           | 4-5   |
| 1892 рік | Лондон    | Міжнародний турнір (7-й конгрес Британської шахової федерації)                                         | 5 | 6 | 0 | 5 з 11    | 8     |
| 1893 рік | Лондон    | Матч з Генрі Бердом                                                                                    |   |   |   | 7½ : 7½   |       |
|          | Нью Йорк  | 3-й міжнародний турнір                                                                                 | 4 | 9 | 0 | 4 з 13    | 12    |
| 1894 рік | Нью Йорк  | 4-й міжнародний турнір                                                                                 | 2 | 6 | 2 | 7 з 10    | 10-11 |
| 1895 рік | Нью Йорк  | Матч з Юджином Делмаром                                                                                |   |   |   | 1½ : 5½   |       |
|          | Нью Йорк  | Матч з Мануелем Маркесом Стерлінгом                                                                    | 5 | 0 | 0 | 5 : 0     |       |
|          | Нью Йорк  | Матч з Девідом Бейрдом                                                                                 | 1 | 2 | 0 | 1 : 2     |       |
|          |           | Матч по телеграфу Манхеттенський Шаховий Клуб - Шаховий Клуб ім. Франкліна (проти Чарльза Ньюмена)     | 0 | 1 | 0 | 0 з 1     |       |
| 1896 рік |           | Чемпіонат штату Нью-Йорк                                                                               |   |   |   |           | 1     |
| 1897 рік |           | Матч по телеграфу Манхеттенський Шаховий Клуб - Шаховий Клуб ім. Франкліна (проти Густавуса Райххелма) | 0 | 1 | 0 | 0 з 1     |       |
| 1898 рік | Нью Йорк  | Матч з Френком Маршаллом                                                                               |   |   |   | 3½ : 3½   |       |

## Внесок в теорію дебютів
Автор захисту Ясногродского в гамбіті Райса : 1.е4 е5 2.f4 exf4 3.Кf3 g5 4.h4 g4 5.Кe5 Кf6 6.Сc4 d5 7.exd5 Сd6 8.0-0 Сxe5 9.Лe1 Фe7 10.с3 Кh5.